# A magyar labdarúgó-válogatott 2011. szeptember 6-i mérkőzése
A magyar labdarúgó-válogatott Európa-bajnoki selejtező mérkőzése Moldova ellen, 2011. szeptember 6-án. A végeredmény 2–0 lett a magyar csapat javára.

## Előzmények
A magyar labdarúgó-válogatott a moldovai mérkőzést megelőzően négy nappal korábban a svédek ellen játszott Eb-selejtezőt. A mérkőzés végeredménye 2–1 lett, ezzel a magyar csapat felzárkózott az E csoport tabelláján Svédország mögé.
A moldovaiakkal legutóbb 2010. szeptember 7-én, Budapesten játszott Magyarország. Akkor 2–1-es győzelemmel hagyták el a pályát Egervári Sándor játékosai.

| „                                                     | Győzelemre szeretnénk játszani, tudjuk, hogy nehéz lesz, de ahhoz, hogy mi csoportmásodikok legyünk és az álmainkat elérjük, azaz lehetőségünk legyen megjelenni az Európa-bajnokságon, ehhez nekünk csak a három pont elfogadható. | ” |
| – Egervári Sándor, Magyarország szövetségi kapitánya. | |   |

A moldáv labdarúgó-válogatott a szeptember 2-i játéknapon 4–1-s vereséget szenvedett a finnektől. Ezzel az eredménnyel már biztossá vált, hogy nem juthatnak ki az Európa-bajnokságra.

| „                                              | A finnországi katasztrófa után javítani akarunk, le kell mosnunk azt a szégyent, ami ott érte a csapatot. A csapat megfogadta, hogy a kínzóan fájó vereség után most egész más arcunkat fogjuk mutatni, és biztos vagyok benne, hogy ez így is lesz. | ” |
| – Gavril Balint, Moldova szövetségi kapitánya. | |   |

Tabella a mérkőzés előtt
| Csapat       | M | Gy | D | V | G+ | G– | Gk  | P  |
| ------------ | - | -- | - | - | -- | -- | --- | -- |
| Hollandia    | 7 | 7  | 0 | 0 | 32 | 5  | +27 | 21 |
| Svédország   | 7 | 5  | 0 | 2 | 21 | 8  | +13 | 15 |
| Magyarország | 8 | 5  | 0 | 3 | 20 | 14 | +6  | 15 |
| Finnország   | 7 | 3  | 0 | 4 | 15 | 12 | +3  | 9  |
| Moldova      | 7 | 2  | 0 | 5 | 8  | 13 | –5  | 6  |
| San Marino   | 8 | 0  | 0 | 8 | 0  | 44 | –44 | 0  |

## Keretek
Egervári Sándor, a magyar labdarúgó-válogatott szövetségi kapitánya augusztus 22-én hirdette ki huszonhárom főből álló keretét a svédek és a moldávok elleni mérkőzésre. Később sérülést szenvedett Dzsudzsák Balázs és Koltai Tamás is, helyükre Sándor Györgyöt hívta be a kapitány. A csapat elutazása előtt kikerült a keretből, Fehér Zoltán, Halmosi Péter és Lipták Zoltán is.
Gavril Balint, a moldávok szövetségi kapitánya augusztus 23-án hirdetett keretet. A játékosok között szerepelt Serghei Alexeev neve is, aki a Kaposvári Rákóczi játékosa.
| Moldova              | Moldova | Moldova  | Moldova               |
| Név                  | Kor     | Vál./Gól | Klub                  |
| -------------------- | ------- | -------- | --------------------- |
| Nicolae Calancea     | 25 éves | 12 / 0   | Zimbru Chişinău       |
| Artiom Gaiduchevici  | 24 éves | 2 / 0    | Dacia Chişinău        |
| Stanislav Namaşco    | 24 éves | 24 / 0   | Kubany Krasznodar     |
| Igor Armaş           | 24 éves | 19 / 1   | Kubany Krasznodar     |
| Vadim Bolohan        | 25 éves | 10 / 0   | Szevasztopol          |
| Vitalie Bordian      | 27 éves | 23 / 1   | Metaliszt Harkiv      |
| Vadim Boreț          | 35 éves | 39 / 1   | Bakı FK               |
| Alexandru Epureanu   | 24 éves | 38 / 3   | Gyinamo Moszkva       |
| Iulian Erhan         | 25 éves | 1 / 0    | Zimbru Chişinău       |
| Victor Golovatenco   | 27 éves | 32 / 2   | Szibir Novoszibirszk  |
| Maxim Potîrniche     | 22 éves | 1 / 0    | Academia UTM          |
| Petru Racu           | 24 éves | 8 / 0    | IFK Norrköping        |
| Alexei Savinov       | 32 éves | 36 / 0   | Bakı FK               |
| Eugeniu Cebotaru     | 26 éves | 24 / 0   | Ceahlăul Piatra Neamț |
| Anatolii Cheptine    | 21 éves | 3 / 0    | Sheriff Tiraspol      |
| Alexandru Dedov      | 22 éves | 0 / 0    | Dacia Chişinău        |
| Anatolie Doroş       | 28 éves | 16 / 2   | Asztana FK            |
| Sergey Gheorghiev    | 19 éves | 1 / 0    | Sheriff Tiraspol      |
| Stanislav Ivanov     | 30 éves | 37 / 0   | Lokomotyiv Moszkva    |
| Eugen Sidorenco      | 22 éves | 2 / 0    | Zimbru Chişinău       |
| Alexandr Suvorov     | 24 éves | 28 / 4   | Cracovia Kraków       |
| Igor Ţîgîrlaş        | 27 éves | 18 / 1   | Csornomorec Odesza    |
| Denis Zmeu           | 26 éves | 14 / 0   | Vaslui                |
| Serghei Alexeev      | 25 éves | 13 / 4   | Kaposvári Rákóczi     |
| Igor Bugaiov         | 27 éves | 35 / 6   | Asztana FK            |
| Viorel Frunză        | 31 éves | 31 / 6   | Sahter Karagandi      |
| Gheorghe Ovseannicov | 25 éves | 12 / 2   | Olimpia Bălți         |

| Magyarország         | Magyarország | Magyarország | Magyarország     |
| Név                  | Kor          | Vál./Gól     | Klub             |
| -------------------- | ------------ | ------------ | ---------------- |
| Bogdán Ádám          | 23 éves      | 2 / 0        | Bolton Wanderers |
| Csernyánszki Norbert | 35 éves      | 0 / 0        | Paksi FC         |
| Király Gábor         | 35 éves      | 82 / 0       | 1860 München     |
| Juhász Roland        | 28 éves      | 65 / 5       | RSC Anderlecht   |
| Korcsmár Zsolt       | 22 éves      | 2 / 0        | Brann            |
| Laczkó Zsolt         | 24 éves      | 15 / 0       | Sampdoria        |
| Pintér Ádám          | 23 éves      | 6 / 0        | Real Zaragoza    |
| Vanczák Vilmos       | 28 éves      | 56 / 1       | Sion             |
| Czvitkovics Péter    | 28 éves      | 9 / 0        | KV Kortrijk      |
| Elek Ákos            | 23 éves      | 13 / 1       | Videoton         |
| Hajnal Tamás         | 30 éves      | 42 / 5       | VfB Stuttgart    |
| Koman Vladimir       | 22 éves      | 14 / 4       | Sampdoria        |
| Sándor György        | 27 éves      | 5 / 0        | Videoton         |
| Vadócz Krisztián     | 26 éves      | 38 / 2       | N.E.C.           |
| Varga József         | 23 éves      | 7 / 0        | Debreceni VSC    |
| Priskin Tamás        | 24 éves      | 35 / 8       | Ipswich Town     |
| Rudolf Gergely       | 26 éves      | 22 / 8       | Panathinaikósz   |
| Stieber Zoltán       | 22 éves      | 1 / 0        | Mainz 05         |
| Szabics Imre         | 30 éves      | 24 / 12      | Sturm Graz       |

 megjegyzés: Az adatok a mérkőzés előtti állapotnak megfelelőek!

## Az összeállítások
| 2011. szeptember 6. 19:45 (UTC+3) |

| Moldova     | 0 – 2               | Magyarország                                |
| ----------- | ------------------- | ------------------------------------------- |
| Alexeev 42' | (0 – 1) Jegyzőkönyv | Vanczák 7' Rudolf 82' Laczkó 75' Juhász 78' |

| Zimbru Stadion, Chişinău Nézőszám: 11 000 Játékvezető: Ivan Bebek (horvát) |

| Csapatszínek | Csapatszínek | Csapatszínek |
| Csapatszínek |              |              |
| Csapatszínek |              |              |
|              |              |              |
| Moldova      |              |              |

| Csapatszínek | Csapatszínek | Csapatszínek |
| Csapatszínek |              |              |
| Csapatszínek |              |              |
|              |              |              |
| Magyarország |              |              |

| MOLDOVA:             |    |                     |             |
|                      |    |                     |             |
| K                    | 1  | Artiom Gaiduchevici |             |
| JV                   | 2  | Igor Armaş          |             |
| V                    | 3  | Victor Golovatenco  |             |
| V                    | 4  | Vadim Boreț         |             |
| V                    | 5  | Alexandru Epureanu  |             |
| BV                   | 17 | Alexei Savinov      |             |
| JSZ                  | 8  | Eugeniu Cebotaru    |             |
| TKP                  | 18 | Denis Zmeu          | a szünetben |
| BSZ                  | 16 | Alexandr Suvorov    |             |
| CS                   | 10 | Serghei Alexeev     | 42' 73'     |
| CS                   | 13 | Anatolii Cheptine   | 62'         |
| Cserék:              |    |                     |             |
| K                    | 12 | Stanislav Namaşco   |             |
| V                    | 6  | Petru Racu          |             |
| V                    | 11 | Iulian Erhan        |             |
| V                    | 14 | Vitalie Bordian     |             |
| KP                   | 7  | Igor Ţîgîrlaş       | 73'         |
| KP                   | 15 | Anatolie Doroş      | 62'         |
| CS                   | 9  | Igor Bugaiov        | a szünetben |
| Szövetségi kapitány: |    |                     |             |
| Gavril Balint        |    |                     |             |

| MAGYARORSZÁG:        |    |                   |         |
|                      |    |                   |         |
| K                    | 1  | Király Gábor      |         |
| JV                   | 2  | Varga József      |         |
| V                    | 4  | Juhász Roland     | 78'     |
| V                    | 5  | Korcsmár Zsolt    | 69'     |
| BV                   | 3  | Vanczák Vilmos    | 7'      |
| VKP                  | 6  | Elek Ákos         |         |
| VKP                  | 7  | Pintér Ádám       | 64'     |
| JSZ                  | 11 | Koman Vladimir    |         |
| TKP                  | 10 | Hajnal Tamás      |         |
| BSZ                  | 9  | Rudolf Gergely    | 83'     |
| CS                   | 8  | Szabics Imre      | 82'     |
| Cserék:              |    |                   |         |
| K                    | 12 | Bogdán Ádám       |         |
| BV                   | 14 | Laczkó Zsolt      | 69' 75' |
| BSZ                  | 13 | Stieber Zoltán    |         |
| TKP                  | 15 | Sándor György     | 64'     |
| VKP                  | 16 | Vadócz Krisztián  | 82'     |
| JSZ                  | 17 | Czvitkovics Péter |         |
| CS                   | 18 | Priskin Tamás     |         |
| Szövetségi kapitány: |    |                   |         |
| Egervári Sándor      |    |                   |         |

## A mérkőzés
A találkozót a chişinăui Zimbru Stadionban rendezték, magyar idő szerint 19:45-kor. Már a mérkőzés elején, a 7. percben megszerezte Vanczák Vilmos a magyar válogatott vezető gólját. A 42. percben Serghei Alexeev kapott sárga lapot a moldáv csapatból. A félidő végére megmaradt az egygólos vendég vezetés. A második játékrészre feljavult Moldova játéka, azonban gólt nem tudtak szerezni, ellenben a magyarok a 83. percben Rudolf Gergely találatával tovább növelték előnyüket. Több gól már nem esett a mérkőzés végéig, így: Moldova–Magyarország 0–2.

| „                 | Hihetetlen fontos volt számunkra a három pont megszerzése.Tudtuk, hogy nem lesz könnyű meccs, de nagy akarattal és fegyelmezett játékkal, megérdemelten győztünk. (...) A svédek elleni találkozó sokat kivett a csapatból, annak apróbb sérülései és fáradtsága néhány kényszerű cserét szült, ami után bizony akadtak nehézségeink, de a hajrában még így is megtaláltuk a ritmust, amivel be tudtuk biztosítani a győzelmünket. | ” |
| – Egervári Sándor | |   |

| „               | Nem érheti szemrehányás a játékosaimat, mert mindent megtettek a győzelemért. (...) El kell ismernünk, hogy a magyar csapat jobb volt a miénknél, könyörtelenül kihasználta a hibáinkat. Nekünk persze sehogy sem sikerült gólt szereznünk. Lehet, ennek épp én vagyok az oka, amiért nem vagyok túl vallásos. Na, de félre a tréfával, négy vesztes mérkőzés után belátom, én is sok esetben hibát követtem el, lemondani azonban nem akarok. A gyors vendéggól hideg zuhanyként ért bennünket, mégsem lehet okom a panaszra, mert felálltunk a padlóról, igyekeztünk kezdeményezni, és valamiképp betalálni. Ennél több jót azonban sajnos már nem tudok elmondani. | ” |
| – Gavril Balint | |   |

További eredmények
| 2011. szeptember 6. | Finnország | 0 – 2 | Hollandia  |
| 2011. szeptember 6. | San Marino | 0 – 5 | Svédország |

Tabella a mérkőzés után
| Csapat       | M | Gy | D | V | G+ | G– | Gk  | P  |
| ------------ | - | -- | - | - | -- | -- | --- | -- |
| Hollandia    | 8 | 8  | 0 | 0 | 34 | 5  | +29 | 24 |
| Svédország   | 8 | 6  | 0 | 2 | 26 | 8  | +18 | 18 |
| Magyarország | 9 | 6  | 0 | 3 | 22 | 14 | +8  | 18 |
| Finnország   | 8 | 3  | 0 | 5 | 15 | 14 | +1  | 9  |
| Moldova      | 8 | 2  | 0 | 6 | 8  | 15 | –7  | 6  |
| San Marino   | 9 | 0  | 0 | 9 | 0  | 49 | –49 | 0  |

- Magyarország legfeljebb második lehet a csoportban. Hollandia legrosszabb esetben is második helyen végez, és vagy csoportelsőként, vagy legjobb csoportmásodikként kijutott az Európa-bajnokságra.

## Örökmérleg a mérkőzés után
| Moldova | :         | Magyarország |
| ------- | --------- | ------------ |
| 1       | Győzelem  | 4            |
| 2       | Döntetlen | 2            |
| 8       | Gólok     | 8            |
| 5/21    | Pontok    | 14/21        |
| 23,8    | %         | 66,6         |